# بغلة (سفينة)
البغلة (تلفظ: ابغله) سفينة شراعية كويتية كبيرة، كانت أساس النقل البحري في الكويت وبعض دول الخليج العربي قبل أن يحل محلها البوم السّفار. تتراوح حمولة البغلة من 120 طن إلى 400 طن. وتشابه البغلة في شكلها وخصائصها «الكوتية» الهندية و«الغنجة» العمانية.

## التصميم

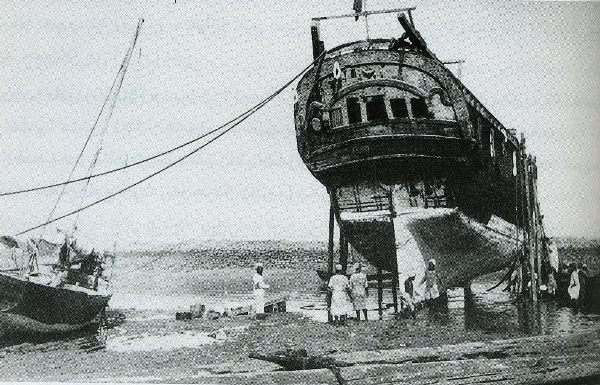
تمتاز البغلة الكويتية بالرقعة في مؤخرتها والنقوش المحفورة عليها

تم استخدام هذه السفينة ذات الأصل العربي لأول مرة في القرن الثالث عشر يعتقد أن أول من بنى البغلة في الخليج هم صناع السفن في الموانئ العمانية أو ميناء لنجة أو الجسم الفارسيين بعد أن استلهموا التصميم من السفن الهندية. وأخذ صناع السفن الكويتيين التصميم من خلال تنقلهم بموانئ الخليج. كما يرى بعض الرحالة الغربيين أن البغلة والغنجة والكوتية الهندية جميعها ترجع في تصميمها إلى نوع من السفن البرتغالية من نوع كارافيل.
تمتاز البغلة عن غيرها من السفن الخليجية الشراعية بمؤخرتها المربعة الشكل ذات الشبابيك الخمسة. كما تمتاز المؤخرة (أو كما تسمى بالرقعة) بالنقوش المحفورة عليها. ويظهر تحت الرقعة أسطوانة خشبية قوية تصل عجلة القيادة بالدفة مروراً بغرفة الدبوسة، وهي الغرفة الموجودة تحت السطح الثانوي في مؤخرة السفينة. وتستخدم هذه الغرفة لتخزين الحاجيات والأطعمة.
يبلغ طول البغلة ما بين 120 و150 قدماً، ويقدر عرضها ما بين 18 و30 قدم، وبارتفاع يبلغ ما بين 30 و40 قدم. وتختلف قدرة البغلة الاستيعابية حسب حجمها إلا إنها بشكل عام لا تتجاوز 400 طن. كما ذكرت بعض المصادر إلى أن هناك بغلة لأحد تجار ميناء لنجة تسمى الجابري تجاوزت حمولتها 500 طن، وبلغ عدد بحارتها 100 شخص.
رغم التشابه الكبير بين الغنجة والكوتية والبغلة في الشكل إلا أن البغلة تميزت بكثرة النقوش على الرقعة بالإضافة إلى استواء سطح البغلة الثانوي. كما تميزت البغلة بخشبة مربعة الشكل في عمود المقدمة يسمى بالقبيت.

### الهاشمي 2

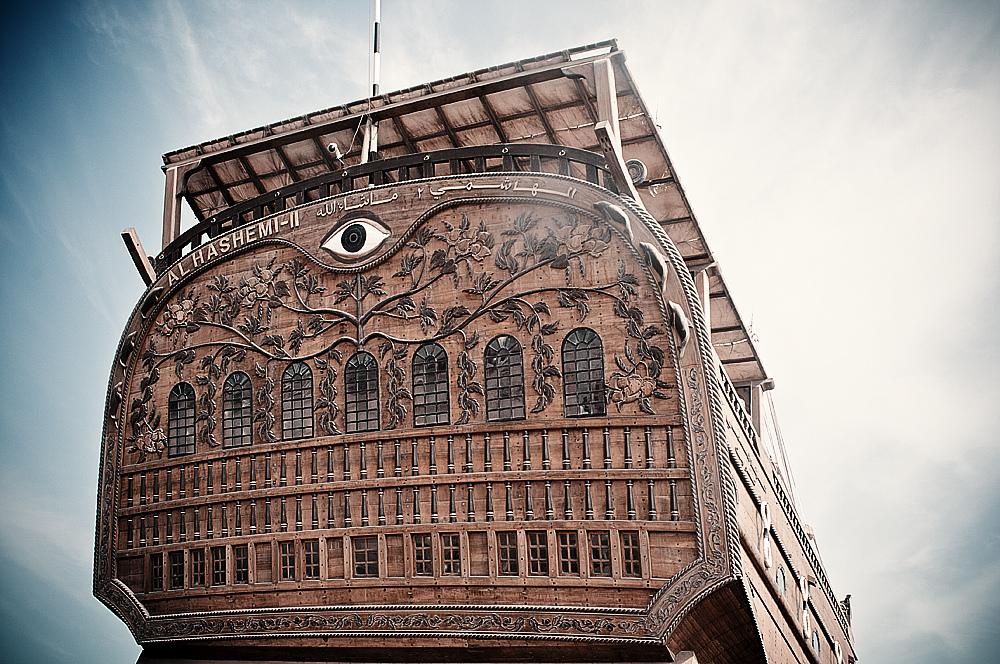
الهاشمي 2 أكبر سفينة داو خشبية في العالم

تعد سفينة الهاشمي 2 أكبر سفينة داو عربية خشبية في العالم حسب موسوعة غينيس للأرقام القياسية بطول يصل إلى 83.7 متر وعرض 18.5 متر. وتستوعب ما يقارب 2,500 طن من الحمولة.